# Cronostasi
La cronostasi o arresto del tempo (dal greco χρόνος, chrónos, "tempo" e στάσις "stasi") è l'illusione per la quale la prima immagine che segue una saccade (un rapido movimento dell'occhio) sembra durare più a lungo di quanto non sia. La versione più nota di questa illusione è l'illusione dell'orologio fermo, nella quale il primo spostamento della lancetta dei secondi di un orologio analogico, dopo che l'osservatore ha iniziato a guardare l'orologio, sembra richiedere più tempo dei successivi.

## Cronostasi visiva
Quando gli occhi eseguono una saccade, infatti, la percezione del tempo retrocede brevemente. Il cervello dell'osservatore registra che si è guardato l'orologio per un po' più di quello che realmente è stato, producendo l'illusione che la lancetta dei secondi sia bloccata per più di un secondo. Sebbene questo accada ogni volta che l'occhio si muove e fissi un punto diverso, raramente l'effetto è notato. Una spiegazione per questo comportamento è che il cervello cerchi di riempire l'intervallo di tempo richiesto per il movimento dell'occhio da un punto all'altro.
Secondo alcuni esperimenti l'illusione è probabilmente causata dal tentativo del cervello di costruire un'esperienza continua, nonostante le saccadi. Sebbene questo effetto sia presente con tutti i movimenti oculari, quindi, è più facile notarlo quando si osserva uno strumento esterno per la misura del tempo.

## Altre cronostasi
L'effetto non è presente solo nell'osservazione visiva, ma è stato notato anche con stimoli tattili e uditivi. Ad esempio può essere osservato componendo un numero di telefono con la cornetta abbassata, e alzandola solo dopo che essa ha iniziato a suonare. Il primo squillo ascoltato è frequentemente ritenuto più lungo dei seguenti.